# Фернандо Горріаран
Фернандо Горріаран (ісп. Fernando Gorriarán, нар. 27 листопада 1994, Монтевідео) — уругвайський футболіст, півзахисник мексиканського клубу «УАНЛ Тигрес». Виступав також за клуби «Рівер Плейт» (Монтевідео), «Ференцварош» та «Сантос Лагуна», а також у складі національної збірної Уругваю. Чемпіон Угорщини. Чемпіон Мексики, володар кубків Чемпіон чемпіонів і Campeones Cup.

## Клубна кар'єра
Фернандо Горріаран народився в Монтевідео. У дорослому футболі дебютував 2013 року виступами за команду «Рівер Плейт» (Монтевідео), в якій грав до 2017 року, взявши участь у 86 матчах чемпіонату. У 2017 році Горріаран став гравцем угорського клубу «Ференцварош», у складі якого грав до 2019 року, і в сезоні 2018—2019 років став у складі команди чемпіоном Угорщини.
У 2019—2022 роках уругвайський футболіст грав у складі мексиканського клубу «Сантос Лагуна». На початку 2023 року Горріаран став гравцем іншого мексиканського клубу «УАНЛ Тигрес». У складі команди він протягом цього ж року став чемпіоном Мексики, а також володарем кубків Чемпіон чемпіонів і Campeones Cup. Станом на 7 жовтня 2024 року відіграв за монтеррейську команду 71 матч в національному чемпіонаті.

## Виступи за збірну
У 2015 році Фернандо Горріаран у складі молодіжної збірної Уругваю брав участь у Панамериканських іграх, на яких уругвайська команда стала переможцем змагань.
У 2021 році Горріаран дебютував в офіційних матчах у складі національної збірної Уругваю. У складі збірної був учасником розіграшу Кубка Америки 2021 року у Бразилії. Станом на початок жовтня 2024 року зіграв у складі національної збірної 7 матчів, у яких забитими м'ячами не відзначився.

## Титули і досягнення
- Чемпіон Угорщини (1):

«Ференцварош»: 2018–2019
- Чемпіон Мексики (1):

«УАНЛ Тигрес»: 2023 Клаусура
- Чемпіон чемпіонів (1):

«УАНЛ Тигрес»: 2023
- Campeones Cup:

«УАНЛ Тигрес»: 2023
- Панамериканські ігри  (1):

Уругвай (молодіжна): 2015